# People Are Strange
"People Are Strange" é uma canção dos The Doors, lançada no seu segundo álbum Strange Days. O seu single chegou ao 12º posto nos tops nos Estados Unidos. De acordo com a análise da All Music Guide, a canção "reflete a fascinação do grupo pela música teatral dos cabarets europeus." A canção aborda a alienação e a posição de marginalizado, e, segundo a já citada análise, Jim Morrison pode ter endereçado esta canção à cultura hippie, aos maros em geral, e/ou consumidores de drogas como o LSD. "People Are Strange'" foi escrita pelo guitarrista Robby Krieger após ele e Morrison, em depressão, terem andado até ao topo do Laurel Canyon. O baterista John Densmore acredita que a canção era a manifestação da "vulnerabilidade" de Morrison.
A banda inglesa Echo & the Bunnymen regravou uma versão cover da canção para o filme de terror estadunidense The Lost Boys, de 1987.